# Samuel Fritz
Samuel Fritz SJ (9 de abril de 1654 – 20 de março de 1725, 1728 ou 1730) foi um jesuíta boêmio e missionário, notável por sua exploração do Rio Amazonas e de sua bacia. Passou a maior parte de sua vida pregando em comunidades indígenas na porção ocidental da Amazônia, incluindo os Omaguas, os Yurimaguas, os Aisuare, os Ibanomas e os Ticunas. Em 1707, elaborou o primeiro mapa preciso do Rio Amazonas, definindo o Rio Marañón como sua nascente.
Hábil em artes técnicas e ofícios, atuou ainda como médico, pintor, carpinteiro, marceneiro e linguista, sendo capaz de interagir com povos indígenas. Foi eficaz e respeitado, também tendo auxiliado o Vice-Reino do Peru na disputa de limites com o Estado do Brasil.
Entre 1686 e 1715, fundou 38 missões ao longo do Rio Amazonas, na região compreendida entre o Rio Napo e o Rio Negro, conhecidas como “Missões Omagua”. As mais importantes foram Nuestra Señora de las Nieves de Yurimaguas e San Joaquín de Omaguas, fundada nos primeiros anos de atividade missionária de Fritz e depois transferida em janeiro de 1695 para a foz do Rio Ampiyacu, perto da atual Pebas (Departamento de Loreto no Peru). Essas missões sofreram constantes ataques dos bandeirantes brasileiros a partir da década de 1690.
Fritz detalhou sua atividade missionária inicial entre os Omaguas em diários pessoais escritos entre 1689 e 1723. Extensos trechos desses diários foram compilados e entremeados por comentários de autor anônimo entre a morte de Fritz e 1738, aparecendo na coletânea de Pablo Maroni.

## Primeiros anos
Fritz nasceu em Trautenau, Boêmia. Após um ano de estudos na Universidade Carolina de Praga, ingressou na Companhia de Jesus como noviço em 1673, estudando matemática, geodesia e topografia. Lecionou por alguns anos nos seminários jesuítas de Uherské Hradiště e Březnice, tornando-se vice-reitor em Brno, onde também dirigia a orquestra estudantil. Ordenou-se sacerdote em 4 de fevereiro de 1683. Em setembro de 1684, foi enviado como missionário a Quito, chegando em Cartagena das Índias e seguindo depois por via terrestre. Em 1686, foi designado para trabalhar entre os índios do Alto Marañón.

## Trabalho com o povo Omagua
Fritz estabeleceu-se entre os Omaguas (Omayas ou Cambebas) e poucos anos depois desenvolveu seu próprio catecismo omágua na língua Omagua. Os Omaguas solicitaram proteção contra escravistas portugueses que, na década de 1680, haviam começado a invadir suas comunidades. Em 1686, quando Fritz chegou ao território deles, os Omaguas habitavam ilhas no meio do Rio Amazonas, em uma região que ia aproximadamente da confluência do Amazonas com o Rio Napo até o Rio Juruá. No fim de seu primeiro ano entre os Omaguas, ele iniciou uma grande viagem rio abaixo para visitar todas as 38 aldeias existentes, ficando dois meses em cada uma. Construiu capelas rudimentares, batizando sobretudo crianças (pois considerava a maioria dos adultos insuficientemente instruídos e “relutantes em abandonar inteiramente certos abusos pagãos”). Ao final dessa jornada, que durou cerca de três anos, realizou uma cerimônia de batismo de toda a etnia, retornando depois a San Joaquín de Omaguas. Depois, concentrou povos indígenas em chamadas “reduções” ou missões. Pregou ainda, em períodos variados, para os Yurimaguas, os Aisuare, os Ibanoma e os Ticunas.

## Mapeando o Amazonas
A pedido da Audiência Real de Quito, começou em 1687 a delinear o território missionário disputado no Alto Marañón, entre Peru e Quito. Em 1689, empreendeu em uma piroga uma ousada viagem de mais de 6 mil quilômetros descendo o Amazonas até Pará, em busca de tratamento médico, provavelmente para malária. “Tive ataques violentos de febre e hidropisia que começaram nos pés e outros males”, escreveu mais tarde no relato de sua viagem. Fritz seguiu rio abaixo “na esperança de encontrar algum remédio”, chegando à foz do Rio Negro após três semanas. Ali encontrou um grupo de guerreiros Tupinambaranas que o conduziram à missão Mercedária, onde foi tratado com sangria e fumigação terapêutica, “mas, em vez de melhorar, piorei.” Missionários portugueses o levaram ao Colégio dos Jesuítas em Belém, mas quando se sentiu bem o suficiente para voltar à missão, acabou detido e preso por 18 meses pelo governador Artur de Sá Meneses, acusado de ser um espião espanhol. De fato, os portugueses temiam que as missões espanholas no Alto Solimões fizessem os índios apoiar a Espanha contra Portugal. Durante esse período, Fritz aproveitou para elaborar um mapa do rio.
Em 1691, após queixa ao Conselho das Índias, o rei de Portugal, D. Pedro II, autorizou sua libertação, demitindo e repreendendo o governador. Com a escolta de soldados portugueses, Fritz visitou fortalezas em Gurupá e Tapajós. Após deixá-lo na foz do Rio Coari, em outubro de 1691, os soldados “mataram cruelmente muitas pessoas e levaram o restante como escravos,” segundo Fritz soube mais tarde.
Fritz seguiu então subindo o Rio Huallaga até Huánuco e, depois, até Lima, voltando via Jaén às missões do Rio Marañón em fevereiro de 1692. Em Lima, apresentou ao vice-rei Conde de la Monclova Melchor Portocarrero Lasso de la Vega um mapa detalhado que havia preparado da região amazônica. O vice-rei ficou tão impressionado com o trabalho de Fritz que lhe deu mil pesos de prata do tesouro e mais mil de seu bolso para a compra de “sinos, ornamentos e outros artigos caros propícios ao embelezamento e provisão decente de suas novas igrejas.” Contudo, disse a Fritz que duvidava que o potencial de produção das florestas amazônicas justificasse um confronto com Portugal ou mesmo a defesa de algum posto específico.

### Mapas de Fritz

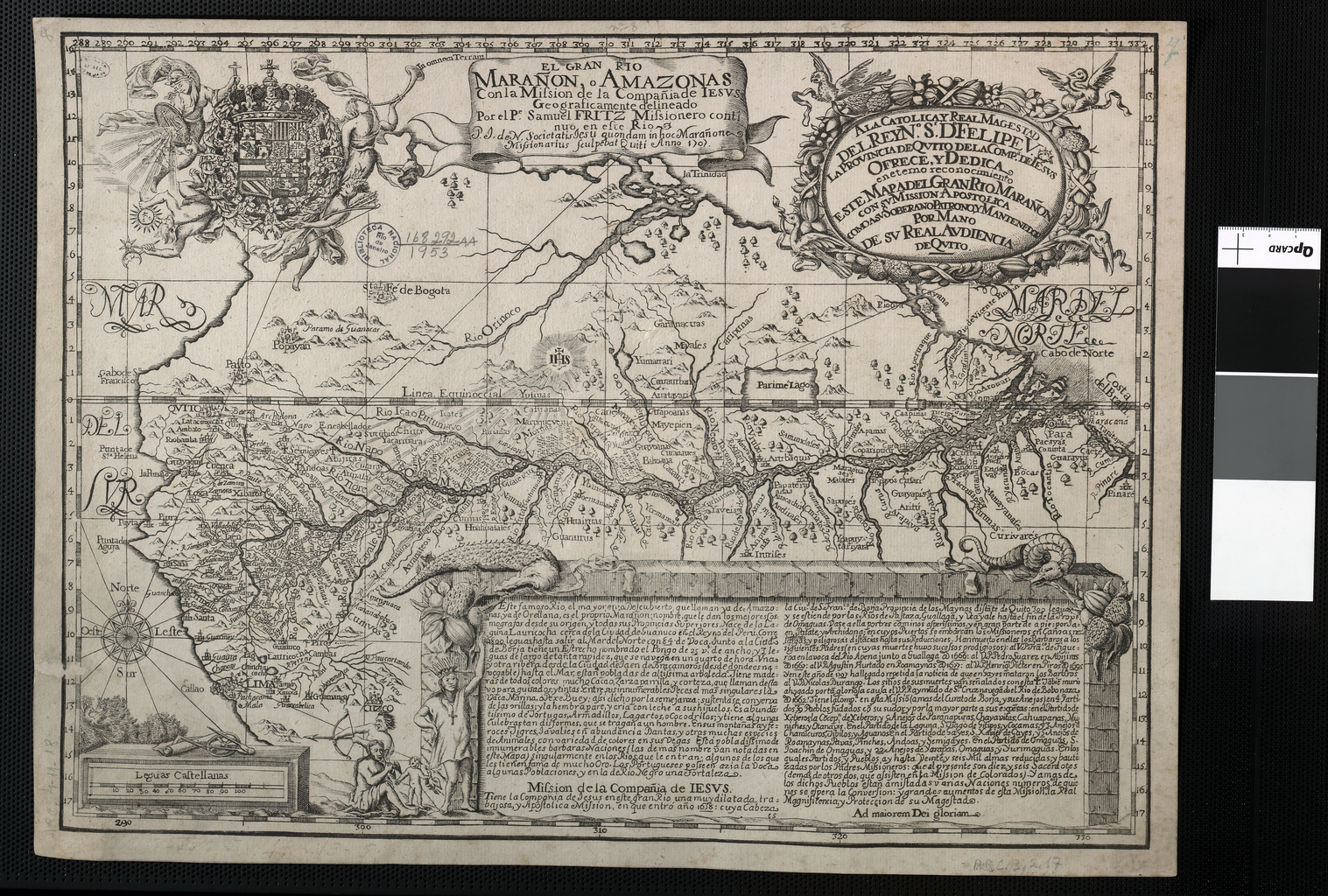
Mapa de 1707 de Fritz mostrando o Amazonas e o Orinoco, em ambos os lados do mítico Lago Parime

Com poucos instrumentos, Fritz criou um mapa relativamente exato do curso do Amazonas, de Belém a Quito. Seus mapas foram os primeiros a delinear, ainda que aproximadamente, o território do Marañón, e se destacam por definir com boa precisão a forma e proporções do continente sul-americano. Foram os primeiros desenhados por quem navegara o Amazonas inteiro, pessoalmente. Seu objetivo era obter apoio militar e financeiro das autoridades reais para suas missões na fronteira.
No total, Fritz produziu ao menos seis mapas (talvez mais), dos quais apenas quatro sobreviveram. Em 1689, esboçou um rascunho do rio durante a viagem ao Pará, entregando-o ao governador local. Na prisão, fez um segundo rascunho em quatro folhas justapostas, indicando nomes de comunidades indígenas, missões jesuíticas, aldeias e grupos étnicos. Ao chegar a Lima em 1692, concebeu uma versão maior para impressão, mas problemas atrasaram a publicação até 1707, lançada sob o título “O Grande Rio Marañón ou Amazonas com as Missões da Companhia de Jesus, descrito geograficamente pelo missionário Samuel Fritz.” Tal versão mede 126 por 46 cm e inclui, na legenda, descrição de fauna, flora e etnias indígenas do Amazonas, além de marcar com cruzes os locais onde missionários foram mortos. O original está na Bibliothèque nationale de France.

Fritz considerava que seu mapa era bem superior aos contemporâneos, escrevendo:
“Criei este mapa para melhor compreensão e ensinamento geral acerca do grande Amazonas, ou Marañón, com grande esforço e grande trabalho... Ainda que hoje existam outros mapas, quero, sem ofender ninguém, dizer que nenhum deles é exato, pois ou não foi feita nenhuma medição cuidadosa neste grande rio, ou o material foi escrito a partir de vários autores.”
Uma cópia foi enviada a Madri pela Audiência Real de Quito, mas o navio foi interceptado pelos ingleses, que publicaram o mapa pela primeira vez em 1712, com modificações e escala reduzida. Uma versão francesa levemente alterada saiu em Paris em 1717, intitulada “Cours du fleuve Maragnon autrement dit des Amazones par le P. Samuel Fritz missionaire de la Compagnie de Jésus.” Em 1726, foi reproduzido no periódico jesuíta em alemão Der Neue Welt-Bott (Augsburgo, 1726, I), e outra versão revisada, editada por Hermann Moll, apareceu no Atlas Geographus em 1732. Em 1745, Charles Marie de La Condamine incluiu-o no Relation abrégée d'un voyage fait dans l'intérieur de l'Amérique Méridionale (Paris, 1745), com um mapa revisado baseado no de Fritz, para fins comparativos. Entre outras mudanças, La Condamine acrescentou a ligação do Amazonas com a Bacia do Orinoco, descoberta após a morte de Fritz.
Um erro de destaque é a inclusão do Lago Parime, que Fritz conhecia apenas por boatos, procurado desde Sir Walter Raleigh em 1595. Posteriormente, exploradores concluíram que se tratava de mito.

## Crenças indígenas sobre Fritz
Em 1692, ao retornar do cativeiro dos portugueses, Fritz descobriu que entre os Omaguas surgira um culto atribuindo-lhe poderes sobrenaturais, ligados à cura e ritos de passagem, crendo até que ele fosse imortal. Durante sua ausência em junho de 1690, ocorrera um grande terremoto, que os índios atribuíam à ira das divindades pela prisão de Fritz. Corria até boato de que os portugueses o teriam esquartejado, mas que ele se recompusera milagrosamente. Alguns dogmas, porém, faziam-no parecer maligno. Após um eclipse solar em junho de 1695, um chefe Aisuari enviou presentes a Fritz suplicando que não apagasse o Sol. De modo prático, muitos índios viam nos missionários espanhóis proteção contra portugueses que escravizavam as comunidades.

## Conflito com os portugueses
A partir de 1693, Fritz procurou convencer os Omaguas de San Joaquín de Omaguas a abandonar suas ilhas e fundar novas aldeias nas margens do Amazonas. Queria comunidades maiores ao redor de uma capela ou igreja, que também pudessem ser defendidas de escravistas portugueses. Em 1695, San Joaquín de Omaguas mudou-se para a foz do Rio Ampiyacu, nas terras tradicionais dos Caumaris. A missão cresceu com refugiados que fugiam dos Caumaris e Mayorunas. Mais a leste, Fritz criou outras duas reduções, San Pablo e Nuestra Señora de Guadalupe.

As incursões dos bandeirantes, vindas de Pará (atual Belém), intensificaram-se. Em 1697, no povoado Nuestra Señora de las Nieves, Fritz encontrou o Frei Manoel da Esperança, Vice-provincial dos Carmelitas portugueses, acompanhado de soldados lusitanos para tomar posse do Alto Solimões. Fritz disse:
“Há oito anos estou em posse pacífica desta missão em nome da Coroa de Castela. Formei a maior parte desses índios pagãos em reduções, quando alguns vagavam nas florestas como fugitivos e outros viviam escondidos perto das lagoas, por causa de assassinatos e escravizações sofridas antes pelos homens de Pará. Eu mesmo, quando estava naquela cidade [Belém], vi muitos escravos dessas tribos.”
Apesar disso, os portugueses exigiram que Fritz se retirasse rio acima, ameaçando prendê-lo se fosse apanhado naquela região.

## A rebelião Omagua
O processo de relocação foi difícil. Em 1701, os Omaguas de vários povoados, sob a liderança do cacique Payoreva, rebelaram-se contra a presença jesuíta, incendiando a missão e matando alguns religiosos. Fritz foi a Quito pedir um pequeno contingente militar para sufocar a revolta, organizando depois inspeções anuais por tropas seculares para intimidar os Omaguas e evitar revoltas. Payoreva foi preso, açoitado e encarcerado pelos espanhóis em Borja, mas fugiu e retornou a San Joaquin de los Omaguas em fevereiro de 1702, persuadindo os Omaguas a abandonar a missão para fundar novas aldeias no Rio Juruá. Fritz tentou persuadi-los a voltar e prometeu perdão a Payoreva. Os Carmelitas Portugueses encontraram Fritz diversas vezes, disputando o controle irrestrito sobre várias tribos. Muitos que seguiram Payoreva acabaram escravizados pelos portugueses, inclusive Payoreva, em 1704.

## Últimos anos
Em 1704, Fritz sucedeu Gaspar Vidal como superior jesuíta, mudando-se para Santiago de la Laguna, no Rio Huallaga. Deixou a responsabilidade das missões Omaguas para o sacerdote sardo Juan Baptista Sanna, que chegara em 1701. Em janeiro de 1709, o novo rei de Portugal, D. João V, enviou muitos soldados para tomar o Alto Solimões e exigir a saída dos missionários espanhóis. Fritz escreveu ao comandante português implorando que não avançasse, mas os portugueses destruíram aldeias Yurimaguas e Omaguas. Em julho, tropas espanholas chegaram para expulsar os portugueses, arrasando várias missões carmelitas. Os portugueses retaliaram em dezembro, matando centenas de índios e capturando alguns, inclusive Juan Baptista Sanna, que foi enviado preso a Portugal e, mais tarde, numa missão ao Japão.
Esses confrontos dispersaram quase todas as comunidades Yurimaguas e Omaguas, que ainda sofreram devastação por uma epidemia de varíola a partir de abril de 1710, deixando o Alto Solimões despovoado. Fritz foi substituído como superior por Gregorio Bobadilla em dezembro de 1712, e em janeiro de 1714 começou a missionar em Limpia Concepción de Jeberos, onde permaneceu até morrer.
A última entrada em seu diário é de novembro de 1723. Morreu entre 1725 e 1730 (a data é disputada), numa vila missionária dos índios Jivaro, assistido por um padre chamado Wilhelm de Tres.

## Legado
Em 1870, Johann Eduard Wappäus (1813–1879) escreveu sobre Fritz:
“O enorme respeito que à época os cientistas europeus mostravam, com justiça, pelos trabalhos geográficos dos Jesuítas fez com que aceitassem unanimemente o Padre Fritz em suas fileiras.”
Seu mapa do Amazonas foi reimpresso em Madri em 1892, por ocasião dos 400 anos da descoberta da América, e novamente no Recueil de voyages et de documents pour servir a l'histoire de la géographie. Três cartas de Fritz estão no “N. Welt-Bott” (Augsburgo, 1726), III, n. 24, 25, e segundo La Condamine há um relato original de suas viagens nos arquivos do Colégio Jesuíta de Quito.
Fritz sustentou que o Rio Marañón fosse a nascente do Amazonas, indicando em seu mapa de 1707 que se originava na “costa sul de um lago chamado Lauricocha, perto de Huánuco.” Justificou dizendo que o Marañón é o afluente de maior extensão e também o mais a oeste. Da segunda metade do século 18 até o início do século 20, o Marañón foi em geral considerado a nascente do Amazonas.

## Leitura complementar
- Biografia de Samuel Fritz no site da cidade de Trutnov (em tcheco)
- Biografia detalhada de Samuel Fritz em tcheco
- "Samuel Fritz," verbete na Catholic Encyclopedia
- The Journal, Travels, and Labours of Father Samuel Fritz, in the River Amazon, 1686–1723, traduzido do manuscrito de Évora, e editado para a Hakluyt Society por George Edmundson. Londres: Hakluyt Society, 1922
- Edmond Herbert Grove-Hills, Annexe au Contre-mémoire, Vol. I; Imprimé ao Foreign Office, por Harrison and Sons, 1903.
- Camila Loureiro Dias, “Maps and Political Discourse: The Amazon River of Father Samuel Fritz,” The Americas, Volume 69, Número 1, julho 2012, pp. 95-116.
- David Graham Sweet, “Samuel Fritz, S. J. and the Founding of the Portuguese Carmelite Mission to the Solimões,” capítulo 6 de A Rich Realm of Nature Destroyed: The Middle Amazon Valley, 1640-1750. Tese de doutorado, University of Wisconsin, 1974.
- Derek Severn, “A Missionary on the Amazon, 1686-1724: Father Samuel Fritz,” History Today, Volume 25, Issue 4, abril 1975